# Molophilus pastoris
Molophilus pastoris är en tvåvingeart som beskrevs av Alexander 1960. Molophilus pastoris ingår i släktet Molophilus och familjen småharkrankar. Inga underarter finns listade i Catalogue of Life.